# Todas as Garotas em Mim
Todas as Garotas em Mim (estilizado como TAGEM) é uma série de televisão brasileira produzida pela Formata Produções e exibida pela Record entre 7 de junho e 2 de agosto de 2022, substituindo a segunda temporada de Reis e sendo substituída pelo resumo das duas primeiras temporadas de Reis. A partir da terceira temporada, passou a ser uma produção exclusiva do serviço de streaming Univer Video.
Escrita por Stephanie Ribeiro; com colaboração de Bárbara Carmona, Bianca Carturani, Edna Ribeiro, Irene Bosisio, Jaqueline Corrêa, João Gabriel Carneiro, Joaquim Assis, Méuri Luiza, Natália Sambrini, Niedja Alves, Raphaela Castro e Tamires Morais, supervisão de texto de Cristiane Cardoso, sob direção de Ajax Camacho e Hudson Viana e direção geral de Rudi Lagemann. Destaca-se como a pior audiência já registrada por uma obra dramaturgica da emissora, chegando a marcar apenas 1.5 pontos em 25 de junho de 2022.
Focada na vida de uma garota que relaciona os dramas da adolescência com acontecimentos bíblicos, é livremente inspirada na série Tudo o Que É Sólido Pode Derreter, onde a personagem-título relacionava sua vida com a literatura brasileira.
Contou com as atuações de Mharessa, Diego Kropotoff, Caio Vegatti, Gabriela Mag, Adriana Garambone, Ângelo Paes Leme, Rhaisa Batista e Lidi Lisboa nos papéis principais.

## Produção
Em julho de 2021, é anunciado a criação de um formato, que segundo a RecordTV é considerado inédito na dramaturgia brasileira, o de série-novela, tendo previsão de estreia inicialmente para março de 2022. Tal projeto recebeu o nome de Todas as Garotas em Mim e teria inicialmente 13 episódios, misturando os contextos de época e contemporâneo.
Em 1.º de novembro de 2021, é iniciada a pré-produção da série, usando o contexto bíblico, mas através de uma menina de 17 anos que seria influenciada por personagens femininos da bíblia.
Em 2 de dezembro de 2021, é confirmado o nome de Rafael Sardão no elenco da série após interpretar o protagonista Miguel em Amor sem Igual (2019). Em 8 de dezembro, acontece o encontro do diretor Rudi Lagemann com o núcleo adulto da série, confirmando os nomes de Lidi Lisboa e Manuela do Monte. No dia 10 do mesmo mês, Juan Alba que interpretou o vilão Ramiro na mesma trama foi confirmado na série.
No dia 14 de dezembro, acontece a primeira reunião do elenco principal, que será totalmente formado por jovens, anunciando também Mharessa Fernanda como a protagonista Mirella, sendo seu primeiro papel principal em sua carreira. A atriz já fez uma participação especial em Carrossel (2012—13), interpretando a misteriosa Lola e em Cúmplices de Um Resgate (2015—16), onde foi a dublê de Larissa Manoela, além de interpretar a personagem Fabiana, com ambos os trabalhos no SBT.
As gravações tiveram início no dia 19 de janeiro de 2022, tendo como cenário as cidades de Gramado e Canela no Rio Grande do Sul, Florianópolis e outras cidades de Santa Catarina e Petrópolis no Rio de Janeiro. O Polo Cinematográfico de Paulínia, cedido pela Formata Produções, será usado para as cenas em estúdio, assim como foram encomendados 38 episódios, divididos em três temporadas.
No dia 17 de fevereiro de 2022, as gravações das cenas externas em Petrópolis no Rio de Janeiro precisaram ser suspensas, tendo como principal motivo a destruição de um dos cenários causados pelas enchentes e deslizamentos de terra na cidade, causando também muita comoção na equipe. As gravações na cidade foram retomadas com a diminuição da chuva.
Em 18 de abril de 2022, antes da série estrear, foi anunciado que a série teria mais 5 temporadas, sendo uma ordem direta de Cristiane Cardoso. Porém, em 6 de dezembro, foi anunciado que o projeto estava cancelado, sendo apurada internamente como a responsável por colocar a emissora na maior crise de audiência da história de sua dramaturgia e de atrapalhar os reality shows que vinham na sequência.
Após quase três anos de seu cancelamento, em 11 de fevereiro de 2025 foi anunciada a retomada da produção da terceira temporada da série, que havia sido suspensa em 2022 após os baixos índices de audiência.

## Temporadas
| Temporada | Temporada | Episódios | Episódios | Originalmente exibido | Originalmente exibido |
| Temporada | Temporada | Episódios | Episódios | Estreia da temporada  | Final da temporada    |
| --------- | --------- | --------- | --------- | --------------------- | --------------------- |
|           | 1         | 19        | 19        | 7 de junho de 2022    | 1 de julho de 2022    |
|           | 2         | 22        | 22        | 4 de julho de 2022    | 2 de agosto de 2022   |
|           | 3         | ASA       | ASA       | 2025                  | 2025                  |

## Enredo
Mirela (Mharessa) é uma digital influencer, namorada do rapaz mais popular de um colégio, Gustavo (Caio Vegatti), e que desperta a paixão em Erick (Diego Kropotoff), o filho de Carla (Manuela do Monte). Apesar disso, a neta de Isis (Adriana Garambone) enfrenta alguns dilemas e sentimentos que não sabe explicar. É através da avó, dona de uma pousada naquela cidade gaúcha, que a adolescente passa a conhecer as histórias da Bíblia.
Isis é descrita como uma "mulher forte", "de firmes princípios e valores" e bastante "ativa, perspicaz e rápida". Ela é mãe de Heloísa (Rhaisa Batista), uma diretora de cadeia de hotéis em Santa Catarina, e sogra de Júlio (Ângelo Paes Leme).
No grupo de amigas de Mirela estão a popular Sabrina (Gabi Borges), a invejosa Nicole (Gabriela Magalhães), a ingênua Paloma (Luana Camaleão), a corajosa Verônica (Juhlia Ficer) e a patricinha Dara (Julia Zimmer), além do nerd Diogo (Euller Scarpinelli), do debochado Arthur (Hall Mendes), do cantor Felipe (Luckas Moura), do esnobe Plínio (Luan Argollo) e do mauricinho Otávio (João Pedro Preticcione).

## Exibição
Inicialmente estrearia em março de 2022, substituindo a série canadense Quando Chama o Coração na faixa das 21h45, no entanto as gravações atrasaram e a estreia da série foi adiada para maio, o que também não ocorreu. Por fim foi anunciado a estreia para 7 de junho, substituindo Reis na faixa das 21h. A duas temporadas foram exibidas até o dia 2 de agosto.
Na semana da estreia foi lançada uma campanha no twitter intitulada #Mirelou, um trocadilho com o nome da personagem principal, para divulgar a série e atrair o público adolescente. No entanto, tal campanha acabou virando piada pelo fato de utilizarem imagens de artistas de outras emissoras e até de filmes estadunidenses como se estivessem divulgando a série.

### Internacional
| País       | Transmissão     | Título adaptado         | Temporadas | Estreia            | Ref.   |
| ---------- | --------------- | ----------------------- | ---------- | ------------------ | ------ |
| Moçambique | TV Miramar      | Todas as Garotas em Mim | 1          | 8 de junho de 2022 | [ 26 ] |
| Portugal   | RecordTV Europa | Todas as Garotas em Mim | 1          | 8 de junho de 2022 | [ 27 ] |

## Elenco
| Ator/Atriz             | Personagem / Personagem na imaginação de Mirela |
| ---------------------- | ----------------------------------------------- |
| Mharessa               | Mirela Werner                                   |
| Mharessa               | Dalila (1ª Temporada)                           |
| Mharessa               | Rute (2ª Temporada)                             |
| Adriana Garambone      | Isis Werner                                     |
| Adriana Garambone      | Noemi / Mara (2ª Temporada)                     |
| Ângelo Paes Leme       | Júlio Werner                                    |
| Ângelo Paes Leme       | Agenor (1ª Temporada)                           |
| Ângelo Paes Leme       | Balaque (2ª Temporada)                          |
| Rhaisa Batista         | Heloísa Werner                                  |
| Rhaisa Batista         | Akali (1ª Temporada)                            |
| Diego Kropotoff        | Erick Buarque                                   |
| Diego Kropotoff        | Sansão (1ª Temporada)                           |
| Diego Kropotoff        | Boaz (2ª Temporada)                             |
| Caio Vegatti           | Gustavo Nogueira                                |
| Caio Vegatti           | Soldado de Cadmo (1ª Temporada)                 |
| Caio Vegatti           | Malom (2ª Temporada)                            |
| Gabriela Mag           | Nicole Bittencourt                              |
| Gabriela Mag           | Ajudante de Dalila (1ª Temporada)               |
| Gabriela Mag           | Arza (2ª Temporada)                             |
| Lidi Lisboa            | Laura Guerra                                    |
| Lidi Lisboa            | Joana (2ª Temporada)                            |
| Juliana Knust          | Giane Nogueira                                  |
| Juliana Knust          | Freda (1ª Temporada)                            |
| Juan Alba              | Alessandro Nogueira                             |
| Juan Alba              | General Cadmo (1ª Temporada)                    |
| Juan Alba              | Juiz (2ª Temporada)                             |
| Manuela do Monte       | Carla Buarque                                   |
| Manuela do Monte       | Zara (1ª Temporada)                             |
| Manuela do Monte       | Ana (2ª Temporada)                              |
| Rafael Sardão          | Paulo                                           |
| Aline Fanju            | Josefa Saldanha                                 |
| Lucca Picon            | Rodrigo Werner                                  |
| Lucca Picon            | Saqueador (2ª Temporada)                        |
| Juhlia Ficer           | Verônica                                        |
| Juhlia Ficer           | Diana (1ª Temporada)                            |
| Juhlia Ficer           | Lis (2ª Temporada)                              |
| Luana Camaleão         | Paloma                                          |
| Luana Camaleão         | Ajudante de Dalila 2 (1ª Temporada)             |
| Luana Camaleão         | Orfa (2ª Temporada)                             |
| Hall Mendes            | Arthur                                          |
| Hall Mendes            | Astério (1ª Temporada)                          |
| Hall Mendes            | Chaim (2ª Temporada)                            |
| Gabi Borges            | Sabrina                                         |
| Julia Zimmer           | Dara                                            |
| Euller Scarpinelli     | Diogo Guerra                                    |
| Euller Scarpinelli     | Quiliom (2ª Temporada)                          |
| Wesley Schimitt        | Leonardo Werner                                 |
| Wesley Schimitt        | Aron (2ª Temporada)                             |
| Gabi Cardoso           | Bertha Werner                                   |
| Gabi Cardoso           | Ariadne (1ª Temporada)                          |
| Luckas Moura           | Felipe                                          |
| Luan Argollo           | Plínio                                          |
| Luan Argollo           | Minos (1ª Temporada)                            |
| Luan Argollo           | Tadeu (2ª Temporada)                            |
| João Pedro Preticcione | Otávio                                          |
| Malu Falangola         | Amanda Saldanha                                 |
| Malu Falangola         | Viúva (2ª Temporada)                            |
| Maria Helena Chira     | Cecília Werner                                  |
| Maria Helena Chira     | Mãe de Sansão (1ª Temporada)                    |
| William Melo           | Raul Werner                                     |
| William Melo           | Manoá (1ª Temporada)                            |
| Clara Martins          | Melissa Werner                                  |
| Clara Martins          | Filha da Viúva (2ª Temporada)                   |
| Dani Gutto             | Henri Werner                                    |

### Participações Especiais
| Ator/Atriz        | Personagem / Personagem na imaginação da Mirela |
| ----------------- | ----------------------------------------------- |
| Alexandre Barros  | Charles Werner                                  |
| Alexandre Barros  | Elimeleque (2ª Temporada)                       |
| Raphael Montagner | Osvaldo                                         |
| Danilo Sacramento | Luciano                                         |
| Danilo Sacramento | Príncipe de Timnate (1ª Temporada)              |
| Gabriel Manita    | Maurício                                        |
| Cris Carniatto    | Bianca Bittencourt                              |
| Brian Monteiro    | Guilherme Tavares                               |
| Fernando Billi    | Miguel                                          |
| Kíria Malheiros   | Giane Nogueira (jovem)                          |
| Maria Gasparotto  | Heloisa Werner (jovem)                          |
| Igor de Lima      | Julio (jovem)                                   |
| Bianca Palheiras  | Cecília (jovem)                                 |
| Maira Aniceto     | Carla Garcia (jovem)                            |
| Matheus Chequer   | Raul (jovem)                                    |
| Theo Salomão      | Mauricio (jovem)                                |
| Sophia Madeira    | Mirela (criança)                                |
|                   |                                                 |

## Repercussão

#### Audiência
A estreia marcou 4.8 pontos com picos de 7, segundo dados consolidados do Kantar IBOPE Media, referentes a Grande São Paulo, ficando na terceira posição, sendo este o pior resultado de uma estreia de novela ou série na emissora desde a retomada da dramaturgia em 2004 e uma queda de 51% com relação a antecessora Reis. O segundo episódio registrou sua maior média com 6 pontos. O terceiro episódio marcou uma média de 4 pontos, chegando a ficar em quarto lugar em alguns minutos atrás do Faustão na Band. Em 11 de junho, com o compacto da semana chegou a marcar 2.6 pontos, com picos negativos de 1.9, a pior audiência já marcada na história dramatúrgica da emissora. Tal pico negativo seria superado no dia 25 do mesmo mês, quando obteve 1.5 pontos, ficando em quarto lugar na audiência. O último episódio da 1ª temporada registou 3.7 pontos, sendo o pior resultado de um desfecho de novela ou série na emissora. A média geral da 1ª temporada foi de 4.5 pontos.
A estreia da 2ª temporada marcou 4.2 pontos. O segundo episódio marcou 4.4 pontos. O quinto episódio marcou 3.4 pontos, ficando em quarto lugar isolado por toda a sua exibição, contra 3.8 da Rede Bandeirantes, que transmitia uma entrevista especial no Faustão na Band com a dupla Chitãozinho e Xororó, que comemoravam 50 anos de estrada. Em 11 de julho, marcou 4.7 pontos. No dia 13 de julho, marcou 4.8 pontos. O último episódio da 2ª temporada registou 4.2 pontos. A média geral da 2ª temporada foi de 4.2 pontos.
A média geral da série foi de 4.38 pontos.

#### Críticas
O colunista André Santana do site TV História, destacou a série como "sem rumo" e uma "estreia constrangedora", destacando os rumos considerados equivocados que a dramaturgia da RecordTV, hoje coordenada por Cristiane Cardoso. Além disso, observou que a série não tem um público-alvo definido, fora as propagandas subliminares de Reis, a série-novela que ao mesmo tempo é a sua antecessora e sucessora. A jovem atriz Mharessa foi elogiada, porém, o texto da trama, não a ajuda, deixando os rumos da trama constrangedores.

Pelo público, a série foi avaliada negativamente, destacando que o núcleo adolescente é considerado "sem noção" por boa parte do público, além de fortes críticas pelo texto, com suposta exaltação ao machismo até a falta de representatividade, tendo apenas Lidi Lisboa como parte do elenco negro da trama.